# Rena Teatern
Rena Teatern är en fri professionell teatergrupp från Helsingfors, Finland. Rena Teatern grundades 2008 av Nina Hukkinen, Mitja Sirén och Paula Rehn-Sirén, som alla är finlandssvenska yrkesskådespelare. Den första produktionen, Vattenfärgat, sattes upp i samarbete med Klockriketeatern  och hade premiär i maj 2008. Rena Teatern producerar turnépjäser. Pjäserna är skrivna av Paula Rehn-Sirén och kan läsas i Labbets pjäsbank.  Teatergruppens namn är en ordlek, och härstammar från grundarnas efternamn.

## Uppsättningar
- Paraflax (2009)
- Vattenfärgat (2008)

Samtliga produktioner har även spelats på Hangö Teaterträff 